# Primera División de Costa Rica 1921
Die Saison 1921 war die erste Spielzeit der Primera División de Costa Rica, der höchsten costa-ricanischen Fußballliga. Es nahmen sieben Mannschaften teil. Meister wurde CS Herediano.

## Austragungsmodus
- Die sieben teilnehmenden Teams spielten in einer Einfachrunde (Hin- und Rückspiel) im Modus Jeder gegen Jeden den Meister aus. Es wurden jedoch nicht alle Spiele als gültig gewertet, weshalb nicht alle Mannschaften auf 12 Spiele kommen.

## Endstand
| Pl.             | Verein                   | Sp. | S | U | N | Tore    | Diff. | Punkte |
| --------------- | ------------------------ | --- | - | - | - | ------- | ----- | ------ |
| 1.              | CS Herediano             | 11  | 9 | 1 | 1 | 037:120 | +25   | 19     |
| 2.              | SG Española              | 11  | 5 | 2 | 4 | 022:190 | +3    | 12     |
| 3.              | CS La Libertad           | 11  | 5 | 2 | 4 | 017:900 | +8    | 12     |
| 4.              | CS Cartaginés            | 12  | 5 | 1 | 6 | 012:220 | −10   | 11     |
| 5.              | SG Limonense             | 12  | 5 | 0 | 7 | 014:180 | −4    | 10     |
| 6.              | CS La Unión de Tres Ríos | 11  | 4 | 0 | 7 | 017:230 | −6    | 08     |
| 7.              | LD Alajuelense           | 12  | 3 | 2 | 7 | 014:300 | −16   | 08     |
| Stand: Endstand |                          |     |   |   |   |         |       |        |